# Enno Bernzen
Enno Bernzen (* 1964 in Lübeck) ist ein deutscher Gesundheitswissenschaftler, Unternehmensberater und Ordenskundler.

## Leben
Enno Bernzen stammt aus einer norddeutschen katholischen Juristenfamilie. Er ist der mittlere Sohn von Uwe Bernzen; Christian Bernzen ist sein älterer Bruder. Er wuchs in Hamburg-Volksdorf auf, wo er als Jugendgruppenleiter und Vorsitzender der katholischen Stadtjugend aktiv war.
Während seines Wehrdienstes war Bernzen Bundesvorsitzender der katholischen jungen Soldaten sowie der aktion kaserne, einer Initiative der Jugendverbände im BDKJ für junge Soldatinnen und Soldaten. Er erwarb einen Magister in Gesundheitswissenschaft sowie einen MBA an der University of Wales.
Enno Bernzen war als Geschäftsführer in der Industrie und als selbständiger Wirtschafts- und Unternehmensberater tätig. Von 2003 bis 2011 arbeitete er als hauptberufliches Mitglied im erweiterten Geschäftsführenden Vorstand der Malteser in Deutschland. Ab 2010 leitete er das neu eröffnete Verbindungsbüro der Malteser in Berlin. Von 2011 bis 2013 war er Vorstand Vertrieb und Public Affairs der dapd Nachrichtenagentur in Berlin. Anschließend wurde er Senior Advisor bei der PR-Firma Interel. Seit 2017 ist er Geschäftsführer des Sächsischen Apothekerverbandes.
Enno Bernzen wohnt in Hürth südlich von Köln. Er ist ehrenamtlich kommunalpolitisch (CDU) und in der katholischen Verbandsarbeit aktiv, Richter am Landessozialgericht Nordrhein-Westfalen und als Oberst d.R. aktiver Reserveoffizier. Er war Dozent und Bereichsleiter Konzeption und Weiterentwicklung am Zentrum Innere Führung in Koblenz. Er ist Mitglied im Kuratorium der Aktion Deutschland Hilft.
Bernzen ist verheiratet und hat vier Kinder, darunter die Jura-Professorin an der Universität Regensburg Anna Bernzen (* 1990).
Bernzen ist Autor zahlreicher Fachbeiträge im Bereich Ordenskunde und eines Online-Kommentars zum Gesetz über Titel, Orden und Ehrenzeichen im Nomos Verlag.

## Auszeichnungen
- Verdienstorden der Bundesrepublik Deutschland, Verdienstkreuz am Bande (2015)[2]
- Verdienstorden Pro Merito Melitensi, Großoffizier (2016, zusammen mit Johannes Kahrs)[9]
- Silvesterorden, Ritter (2010), Komturkreuz (2024)[10]

## Schriften
- mit Hinrich Bernzen (Hrsg.): Mein Mecklenburg, mein Vorpommern: Erlebnisse – Erfahrungen – Emotionen; ein Lesebuch. Wolfsheim: RMS 1998, ISBN 978-3-933217-00-4
- mit Klaus H Feder, Uta Feder: Die Auszeichnungen des Freistaates Bayern 1945-1998. Wolfsheim: RMS 1999, ISBN 978-3-936529-12-8